# 100 East 53rd Street
Le 100 East 53rd Street (aussi connu sous le nom de 610 Lexington Avenue et Selene) est un gratte-ciel résidentiel à New York aux États-Unis. Sa construction débute en 2008 avant de s'arrêter quelques mois plus tard. Elle reprend fin mars 2014 et s'achève en 2019.

## Historique
Le projet d'origine devait accueillir un hôtel Shangri-La et des appartements. Cette idée est abandonnée après la suspension de la construction en 2009, en raison de la crise financière de 2007 et du ralentissement du marché de l'immobilier résidentiel.
En mars 2012, Aby Rosen et Michael Fuchs de RFR Holding reprennent le contrôle du site et annoncent leur intention de poursuivre le projet. Les travaux d'excavation commencent début 2014 et le bâtiment est entièrement loué la même année. Il est renommé 100 East 53rd Street en 2015,. La construction de la structure extérieure s'achève en janvier 2016. Le bâtiment est terminé en 2019. L'édifice est rebaptisé Selene en février 2022,.
En avril 2021 la filiale américaine de Vanke intente une action en justice devant la Cour suprême du comté de New York contre Aby Rosen et Michael Fuchs, affirmant que RFR n'a pas répondu aux appels de fonds dont ils avaient garanti le paiement. En vertu de l'accord de coentreprise, Vanke était responsable du financement de 93 % de chaque appel de fonds sur le projet, tandis que RFR était responsable des 7 % restants. RFR aurait refusé de verser sa part, ce qui aurait entraîné des contributions impayées,.

## Caractéristiques
En 2016, le chef français Joël Robuchon signe un bail pour deux étages de l'immeuble, avec un restaurant au deuxième étage et un autre au niveau de la rue.
En mai 2019, The Bastion Collection et le chef Alain Verzeroli ouvrent Le Jardinier, un restaurant français contemporain, au rez-de-chaussée,. Le mois suivant, ils ouvrent Shun, un restaurant franco-japonais un étage au-dessus du Jardinier.